# Charles Elwes
Charles Richard Jeremy Elwes (Randburg, Sudáfrica, 15 de julio de 1997) es un deportista británico que compite en remo.
Participó en dos Juegos Olímpicos de Verano, obteniendo dos medallas, bronce en Tokio 2020 y oro en París 2024, ambas en la prueba de ocho con timonel.
Ganó dos medallas de oro en el Campeonato Mundial de Remo, en los años 2022 y 2023, y cuatro medallas de oro en el Campeonato Europeo de Remo entre los años 2021 y 2024.

## Palmarés internacional
| Juegos Olímpicos   | Juegos Olímpicos         | Juegos Olímpicos  | Juegos Olímpicos |
| Año                | Lugar                    | Medalla           | Prueba           |
| ------------------ | ------------------------ | ----------------- | ---------------- |
| 2020               | Tokio (Japón)            | Medalla de bronce | Ocho con timonel |
| 2024               | París (Francia)          | Medalla de oro    | Ocho con timonel |
| Campeonato Mundial |                          |                   |                  |
| Año                | Lugar                    | Medalla           | Prueba           |
| 2022               | Račice (República Checa) | Medalla de oro    | Ocho con timonel |
| 2023               | Belgrado (Serbia)        | Medalla de oro    | Ocho con timonel |
| Campeonato Europeo |                          |                   |                  |
| Año                | Lugar                    | Medalla           | Prueba           |
| 2021               | Varese (Italia)          | Medalla de oro    | Ocho con timonel |
| 2022               | Múnich (Alemania)        | Medalla de oro    | Ocho con timonel |
| 2023               | Bled (Eslovenia)         | Medalla de oro    | Ocho con timonel |
| 2024               | Szeged (Hungría)         | Medalla de oro    | Ocho con timonel |